# Eumastacidae
Los eumastácidos (Eumastacidae) son una familia de insectos ortópteros celíferos. Se distribuye por América, Asia, Melanesia y Madagascar.

## Géneros
Según Orthoptera Species File (31 mars 2010):
- Eumastacinae Burr, 1899
  -     - Andeomastax Descamps, 1979
    - Araguamastax Descamps, 1982
    - Beomastax Descamps, 1979
    - Caenomastax Hebard, 1923
    - Erythromastax Descamps, 1971
    - Eumastax Burr, 1899
    - Helicomastax Rowell & Bentos-Pereira, 2001
    - Homeomastax Descamps, 1979
    - Hysteromastax Descamps, 1979
    - Phryganomastax Descamps, 1982
    - Santanderia Hebard, 1923
    - Sciaphilomastax Descamps, 1979
- Eumastacopinae Descamps, 1973
  -     - Arawakella Rehn & Rehn, 1942
    - Bahiamastax Descamps, 1979
    - Eumastacops Rehn & Rehn, 1942
    - Maripa Descamps & Amédégnato, 1970
    - Pareumastacops Descamps, 1979
    - Pseudeumastacops Descamps, 1974
    - Tachiramastax Descamps, 1974
- Gomphomastacinae Burr, 1899
  -     - Afghanomastax Descamps, 1974
    - Brachymastax Ramme, 1939
    - Clinomastax Bei-Bienko, 1949
    - Gomphomastax Brunner von Wattenwyl, 1898
    - Gyabus Özdikmen, 2008
    - Myrmeleomastax Yin, 1984
    - Nepalomastax Yamasaki, 1983
    - Oreomastax Bei-Bienko, 1949
    - Paedomastax Bolívar, 1930
    - Pentaspinula Yin, 1982
    - Phytomastax Bei-Bienko, 1949
    - Ptygomastax Bei-Bienko, 1959
    - Sinomastax Yin, 1984
- Masynteinae Descamps, 1973
  -     - Masyntes Karsch, 1889
- Morseinae Rehn, 1948
  - Daguerreacridini Descamps, 1973
    - Daguerreacris Descamps & Liebermann, 1970

  - Morseini Rehn, 1948
    - Eumorsea Hebard, 1935
    - Morsea Scudder, 1898

  - Psychomastacini Descamps, 1973
    - Psychomastax Rehn & Hebard, 1918
- Paramastacinae Rehn & Grant Jr., 1958
  -     - Paramastax Burr, 1899
- Parepisactinae Descamps, 1971
  -     - Chapadamastax Descamps, 1979
    - Parepisactus Giglio-Tos, 1898
- Pseudomastacinae Rehn & Grant Jr., 1958
  -     - Pseudomastax Bolívar, 1914
- Temnomastacinae Rehn & Grant Jr., 1958
  -     - Eutemnomastax Descamps, 1979
    - Temnomastax Rehn & Rehn, 1942
- sous-famille indéterminée
  -     - Acutacris Dirsh, 1965
    - Angulomastax Zheng, 1985
    - Pseudosavalania Demirsoy, 1973
    - Zeromastax Porras, 2007
    - †Archaeomastax Sharov, 1968
    - †Taphacris Cockerell, 1926